# Волькенштейн-Тростбург, Антон Карл фон
Граф Антон Карл фон Волькенштейн-Тростбург (нем. нем. Anton Karl von Wolkenstein-Trostburg; 2 августа 1832, Прунеров — 5 декабря 1913, Кастель-Ивано) —   австрийский посол в России в 1882—1894 годах, Андреевский кавалер (1894).

## Биография
Родился в 1832 году, представитель австрийского графского рода Волькенштейнов. Первоначально служил офицером в австрийской армии, но уже в 1858 году перешёл на дипломатическую службу. В 1870 году был назначен советником австрийского посольства в Лондоне, в 1877 году был переведён на ту же должность в Берлин. В 1880 году он был назначен австрийским дипломатическим представителем в Дрездене, столице Саксонии (Королевство Саксония к этому времени входила в состав Второго Рейха, но сохраняла собственного монарха и определённую автономию). 
В 1881 году фон Волькенштейн-Тростбург был отозван в Вену и назначен начальником отдела торговых связей австро-венгерского министерства иностранных дел. Активно участвовал в подготовке и заключении австро-германских торговых соглашений. 
В следующем году фон Волькенштейн-Тростбург был назначен австрийским в России, и оставался в Санкт-Петербурге 12 лет. Он был в хороших отношениях с императором Александром III (правил в 1881—1894 годах), который в 1894 году наградил его высшим российским орденом Святого Андрея Первозванного (в правление Александра III этот орден был вручён иностранцам, не являвшимся членами правящих династий только 5 раз; всего же в правление Александра III состоялось 49 награждений). Ещё раньше, в 1889 году фон Волькенштейн-Тростбург стал также кавалером высшего австрийского ордена Золотого руна.
В год, когда Александра III на престоле сменил Николай II, граф фон Волькенштейн-Тростбург покинул Россию и был назначен австрийским послом в Париже. На этой должности он находился вплоть до 1903 года.
В 1903 году вышел в отставку с дипломатической службы, и с тех пор проживал, в основном в Берлине.
Граф фон Волькенштейн-Тростбург женился очень поздно, в 1886 году, на вдове, графине Марии фон Шлейниц (1842–1912), урождённой баронессе фон Бюх, вдове прусского министра иностранных дел Александра фон Шлейница (1807—1885). Графиня была известной светской дамой и пламенной поклонницей композитора Вагнера. В Берлине, где супруги поселились после 1903 года, она в своё время содержала влиятельный светский салон. Будучи обеспеченными людьми, экс-дипломат и его супруга предпочитали проводить зимние месяцы в Берлине, а летом отправлялись в собственный замок Ивано в альпийском регионе Трентино, где граф скончался в 1913 году, примерно за полгода до начала Первой мировой войны, ненадолго пережив свою супругу.